# Colmberg
Colmberg település Németországban, azon belül Bajorországban. Lakosainak száma 2181 fő (2023. december 31.). Colmberg Oberdachstetten és Lehrberg községekkel határos.

## Népesség
A település népessége az elmúlt években az alábbi módon változott:
| Lakosok száma | 737  | 835  | 1069 | 1663 | 1957 | 1955 | 2023 | 2009 | 2124 | 2181 |
|               | 1875 | 1950 | 1975 | 1987 | 2012 | 2014 | 2016 | 2017 | 2021 | 2023 |